# Kejserpingvin
 Der er for få eller ingen kildehenvisninger i denne artikel, hvilket er et problem. Du kan hjælpe ved at angive troværdige kilder til de påstande, som fremføres i artiklen.

Kejserpingvinen (Aptenodytes forsteri) er den største af alle pingviner med en højde på lidt over 1 meter og en vægt på cirka 40 kg.

## Udseende
Kejserpingvinen er skinnende sort på hoved, kinder og strube. Det store næb, som er næsten 10 cm langt, er sort med en rødviolet streg på begge sider. Fra nakken, forbi siderne af hovedet, til den øverste del af brystet løber et gul-orange bånd. Vingerne er sorte, mens ryggen og halen er mørk blågrå til gråsort. Hele bugen er hvid. Fødderne er sorte med store kløer.

## Udbredelse
Kejserpingvinen lever kun på Antarktis. Her findes den hele vejen rundt om det store, kolde kontinent mellem 66-78 graders sydlig bredde.
Kejserpingvinen er først og fremmest tilknyttet havet. Her lever den det meste af året. Den kommer næsten aldrig på fastlandet.

## Føde
Kejserpingvinerne lever primært af mindre fisk, små blæksprutter og krebsdyr, som den fanger i de frie vandmasser. Den er en dygtig svømmer og kan nå en fart på ca. 14 km i timen.
Når den jager fisk og blæksprutter, kan kejserpingvinen nå havdybder på 400-450 meter. Når den leder efter føde, kan kejserpingvinen svømme helt op til 1000 km.[kilde mangler]

## Formering
Kejserpingvinen yngler i kolonier, som er placeret på isen, og ynglesæsonen begynder i marts-april måned. Tit ligger kolonierne langt fra iskanten, og så må kejserpingvinen bevæge sig mange kilometer over den snedækkede is. Når han og hun har fundet sammen og parret sig, lægger hunnen 1 æg. Der er ingen form for rede. Ægget lægges direkte på isen. Når hunnen har lagt sit ene æg, forsvinder hun straks igen, og hun vender først tilbage, når ungen er kommet frem.
Hannen må altså klare udrugningen af ægget alene. Det foregår på den måde, at han ruller ægget ind mellem sine to fødder og derefter lægger en hudfold fra maven ned over ægget. Selv om det kan fryse ned til minus 60 grader, holder ægget sig varmt. For yderligere at beskytte sig selv og ægget under kraftige storme, stiller hannerne sig tæt sammen.
I de næste to måneder står hannen stille og ruger, og i den periode er han nødt til at tære på sit opsparede fedt. Først når ungen kommer ud af ægget, vender hunnen tilbage og overtager pasningen, mens hannen tager tilbage til havet for at æde. Hvis det sker, at hunnen kommer for sent, kan hannen gylpe et meget nærende sekret op, så ungen kan overleve de første 15 dage.